# 퀸즐랜드 레즈
퀸즐랜트 레즈(Queensland Reds)는 1882년 창단된 오스트레일리아의 프로 럭비 유니온 팀이다. 퀸즐랜드주 브리스번을 연고로 하고 있으며 홈구장은 선코프 스타디움이다.

## 우승기록

### 수퍼 6
- 우승 - 1회(1992)

### 수퍼 10(1993~1995)
- 우승 - 2회(1994, 1995)

### 수퍼12,수퍼14(1996~현재)
- 우승 - 2회(1996, 1999)
- 준우승 - 0회